# 瓦里萨里根杰
瓦里萨里根杰（Warisaliganj），是印度比哈尔邦Nawada县的一个城镇。总人口31330（2001年）。

## 人口
该地2001年总人口31330人，其中男性16324人，女性15006人；0—6岁人口5363人，其中男2758人，女2605人；识字率52.75%，其中男性为61.36%，女性为43.39%。